# Christopher Mark Adrian Stapleton
Christopher Mark Adrian Stapleton (* 1957 -) és un botànic anglès, i destacat agrostòleg, especialista en l'estudi dels bambús.

## Algunes publicacions[1]
- Sungkaew, S; CMA Stapleton, N Salamin, TR Hodkinson. 2009.  Non-monophyly of the woody bamboos (Bambuseae; Poaceae): a multi-gene region phylogenetic analysis of Bambusoideae s.s. Journal of Plant Research 122 : 95 - 108
- Stapleton, CMA; G Ní Chonghaile, TR Hodkinson. 2009. Molecular phylogeny of Asian woody bamboos: review for the Flora of China. Bamboo Science and Culture: The Journal of the American Bamboo Society 22 (1) : 5 - 25
- Sungkaew, S; A Teerawatananon, JAN Parnell, CMA Stapleton, TR Hodkinson. 2008. Phuphanochloa, a new bamboo genus (Poaceae: Bambusoideae) from Thailand. Kew Bulletin 63 : 669 - 673
- Sungkaew, S; A Teerwatananon, JAN Parnell, S Dransfield, CMA Stapleton, T Hodkinson. 2007. Dendrocalamus khoonmengii, a new bamboo species (Poaceae: Bambusoideae) from Peninsular Thailand. Thai Forest Bulletin 35 : 98 - 102
- The Bamboo Phylogeny Group: Clark LG, G Cortes G, S Dransfield, TS Filgueiras, GF Guala, TR Hodkinson, E Judziewicz, S Kelchner, M Kumar, Li D-H, X Londona, MT Mejia, AP Santos-Goncalves, CMA Stapleton, J Triplett, E Widjaja, Wong KM, Xia N-H. 2006. The bamboo phylogeny project. Bamboo 27 (6) : 11 - 14
- Stapleton, CMA; G Ní Chonghaile, TR Hodkinson. 2004. Sarocalamus, a new Sino-Himalayan bamboo genus (Poaceae: Bambusoideae). Novon 14 : 245 - 349
- Hodkinson, TR; SA Renvoize, G Ní Chonghaile, CMA Stapleton, MW Chase. 2000. A comparison of ITS nuclear rDNA sequence data and AFLP markers for phylogenetic studies in Phyllostachys (Bambusoideae, Poaceae). J. of Plant Research 113 : 259 - 269
- Stapleton, CMA; J Jones. 1987. Effects of vernalization on the subsequent rates of leaf extension and photosynthesis of perennial ryegrass (Lolium perenne L.). Grass & Forage Science 42 : 27 - 31